# Königsbergs voetbalkampioenschap 1907/08
In 1907/08 werd het vierde Königsbergs voetbalkampioenschap gespeeld, dat georganiseerd werd door de Königsbergse voetbalbond. VfB Königsberg werd kampioen. Na de heenronde sloot de bond zich aan bij de Baltische voetbalbond en daar werd nog een eindronde met knock-outfase gespeeld om de deelnemer aan de nationale eindronde te bepalen. Vanaf 1908/09 speelden de clubs in de Oost-Pruisische competitie. 
FC 1900 Königsberg veranderde de naam in VfB Königsberg. 

## Eindstand
| Plaats | Club                                | Wed.           | W              | G              | V              | Saldo          | Ptn            |
| ------ | ----------------------------------- | -------------- | -------------- | -------------- | -------------- | -------------- | -------------- |
| 1.     | VfB Königsberg                      | 2              | 2              | 0              | 0              | 22:2           | 4              |
| 2.     | Sportzirkel Samland 1904 Königsberg | 2              | 1              | 0              | 1              | 9:12           | 2              |
| 3.     | SC Prussia 1904 Königsberg          | 1              | 0              | 0              | 1              | 0:17           | 0              |
| 4.     | SC Ostpreußen Königsberg            | Teruggetrokken | Teruggetrokken | Teruggetrokken | Teruggetrokken | Teruggetrokken | Teruggetrokken |

|  | Kampioen |